# Convento de Nossa Senhora das Graças (Castelo Branco)
O Convento de Nossa Senhora das Graças, também conhecido pelos albicastrenses simplesmente por Convento da Graça, é um convento situado junto à saída norte da cidade de Castelo Branco. Actualmente é a sede da Santa Casa da Misericórdia de Castelo Branco.

## História
O actual Convento tem origem no conventinho, um pequeno convento que foi construído em 1519 por disposição testamentária de Rodrigo Rebelo. O conventinho foi inicialmente ocupado por frades franciscanos e, em 1526, depois de cinco anos de abandono, foi entregue aos frades agostinianos que lhe deram a invocação de Nossa Senhora das Graças. Quando o edifício do actual Convento da Graça foi construído, o conventinho ficou apenas a ser igreja do Convento.

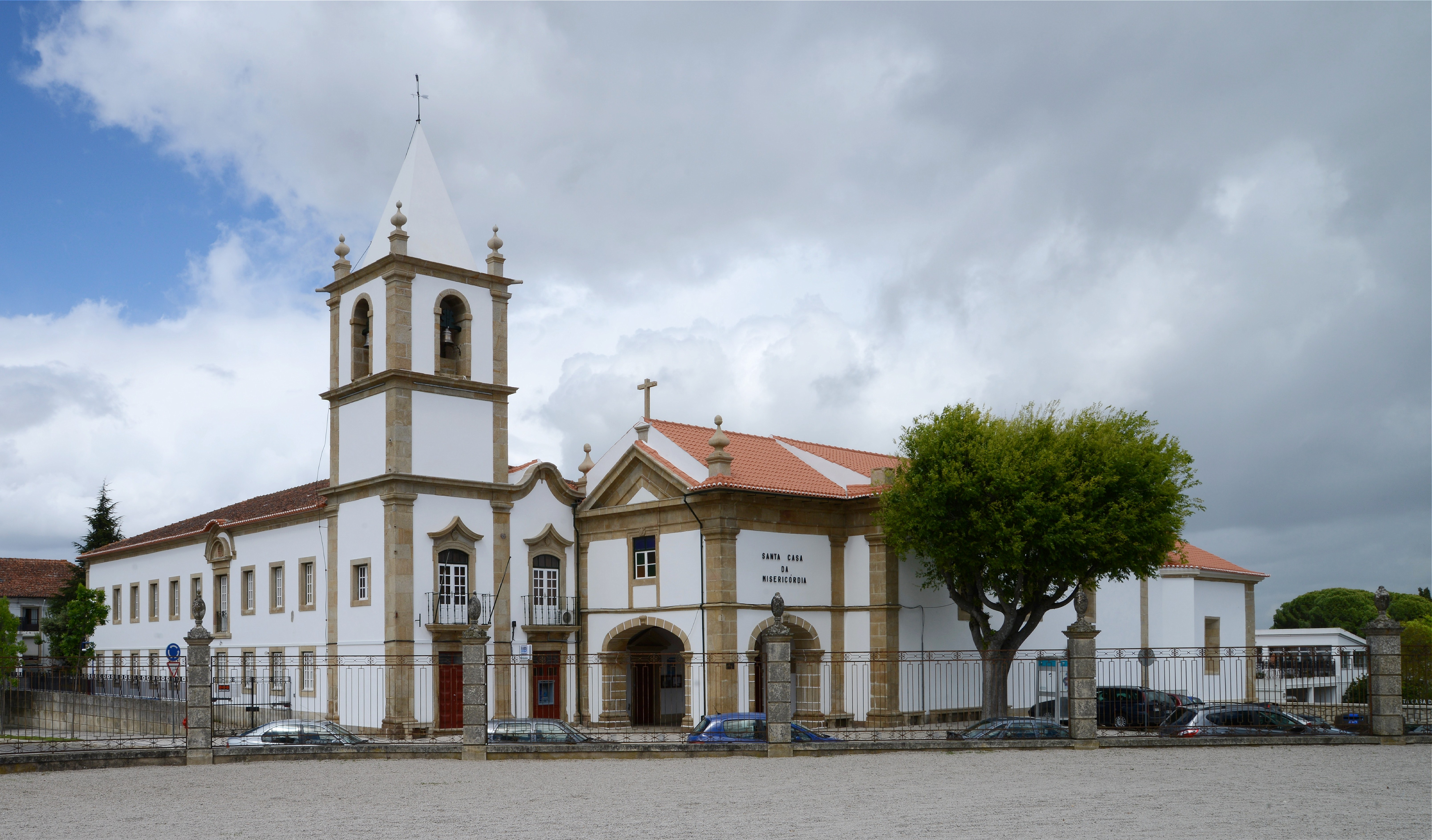
Convento da Graça

Em 1834, após a extinção das Ordens Religiosas, por Portaria de 18 de Setembro, a rainha D. Maria II cedeu o convento à Santa Casa da Misericórdia de Castelo Branco, para onde a Instituíção transladou o hospital da cidade - o hospital  Bartolomeu da Costa - e, actualmente, é a sede da Instituição.

## Convento

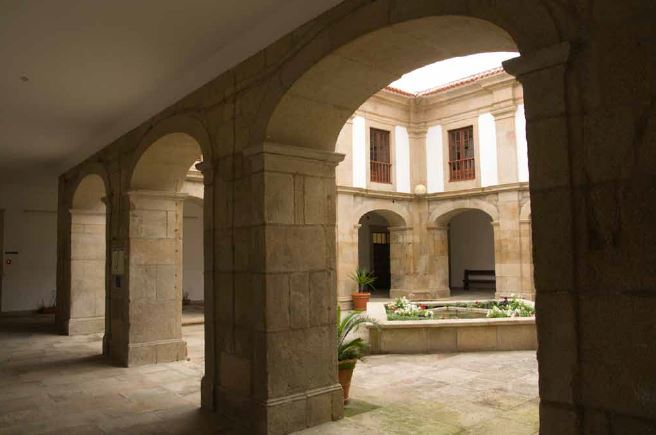
Claustro do Convento da Graça

Muitos conventos da Província Agostiniana serviam a comunidade e a chegada dos Agostinianos a Castelo Branco correspondeu a um periodo de prosperidade da Ordem, salienta-se o contributo ao ensino público: no Convento da Graça de Castelo Branco leccionavam Filosofia Racional os bispos da Guarda.  Após a reforma da Ordem, foram instituídos em Portugal os Agostinianos Decalços, pelo que a Ordem dos Ermitas de Santo Agostinho tomou a designação de Ordem dos Ermitas Calçados de Santo Agostinho.
No Convento da Graça encontrava-se a sepultura de Simão da Costa, o pai de Bartolomeu da Costa.
O actual edificio foi construído ao lado do conventinho (o conventinho ficou a ser a  Igreja do convento) e é um exemplo da Arquitectura Chã, tão característica do final do séc XVI, do qual ressalta a estrutura clara e robusta do claustro. Por detrás do altar-mor da Igreja da Graça encontra-se a Capela e o Carneiro dos Fonsecas, construída por Diogo da Fonseca (um de quatro irmãos ilustres de Castelo Branco) para servir de mausoléu à sua família.